# Сверхнизкое напряжение

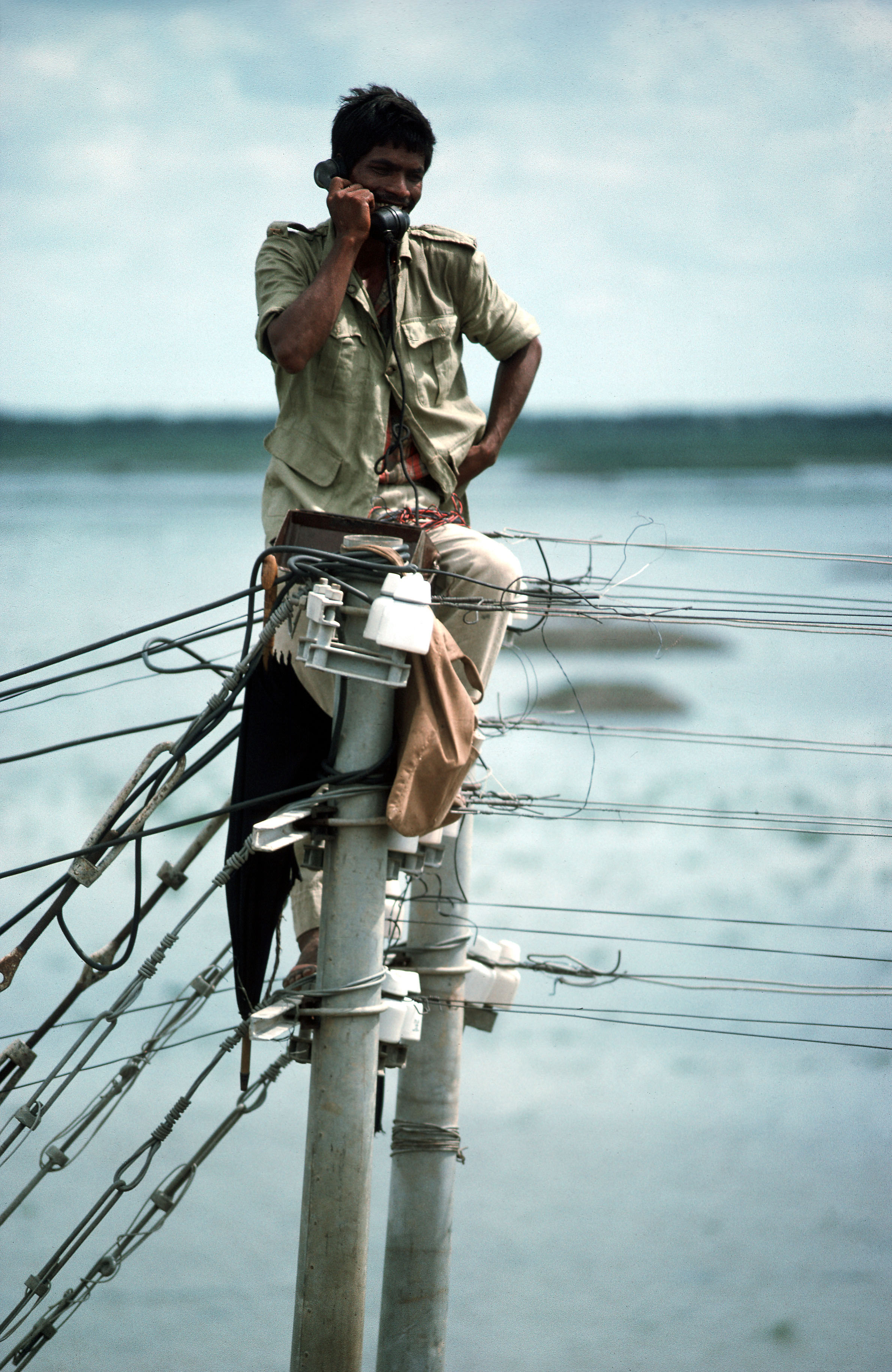
Сверхнизкое напряжение в телефонной сети позволяет её обслуживать без дополнительных мер безопасности

Сверхнизкое напряжение (англ. extra-low voltage; ELV) — напряжение, не превышающее 50 В переменного тока и 120 В постоянного тока. Применяется в целях уменьшения опасности поражения электрических током. В особо опасных помещениях его применение не может обеспечить полную защиту от поражения электрическим током. Применение ограничивается невозможностью создания протяженных сетей и использования мощных потребителей.
Сверхнизкое напряжение относится к диапазону I по стандарту МЭК 60449. Данный диапазон охватывает:
- электроустановки, в которых защиту от поражения электрическим током обеспечивают при заданных условиях посредством значения напряжения;
- электроустановки, в которых напряжение ограничивают по функциональным соображениям (например, установки связи, сигнализации, управления и т. п.).[4]

Величина поражающего напряжения определяется большим количеством факторов: физических и физиологических. Поэтому в отдельных источниках указывается нецелесообразность нормирования безопасных пороговых напряжений.:103
Электротравма в установках со сверхнизким напряжением возможна из-за поражения более высоким напряжением в результате повреждения изоляции обмотки трансформатора, в результате перенапряжений. По данным 1976 года 30 % электротравм в сети сверхнизкого напряжения происходило из-за того, что сеть оказывалась под напряжением 220 или 380 В.:56

## История
Исходная величина напряжения первых электростанций сложилась в соответствии с требованиями применяемого оборудования. Первоначально (конец XIX века) одним из основных потребителей электроэнергии были дуговые лампы, для горения дуги которых требовалось напряжение 45 В. Последовательно с дуговой лампой включался балластный резистор с падением напряжения 20 В. Поэтому при питании постоянным током первоначально использовалось напряжение 65 В. При включении последовательно двух ламп и одного балластного резистора требовалось напряжение 110 В. Напряжение 110 В постоянного тока было принято в качестве стандартного и оно послужило основой для современных шкал напряжения.:133 Необходимость увеличивать радиус электроснабжения привело в увеличению напряжения. При этом для использования ламп создавались многопроводные системы постоянного тока: лампы включались между рабочим проводом и нейтральным, а двигатели на повышенное напряжение (220 В постоянного тока в трехпроводной системе). Трехпроводная система постоянного тока была создана 1882 г., внедрение этой системы позволило увеличить радиус электроснабжения до 1200 м.:135 Также 1870 гг рассматривался другой путь уменьшения потерь — увеличение сечения проводников.:125

## Физиологическое действие
В электротехнике существует установившееся представление о граничном значении опасного тока для человека 100 мА и больше. В этом случае рассматривается механизм поражения, связанный с фибрилляцией сердца. При напряжении переменного тока 12 В и 36 В даже в крайне неблагоприятных условиях поражающий ток находится в пределах одного мА. Наличие поражений при таких напряжениях связно с иными механизмами поражения электрическим током.:202
В СССР на установках напряжением 65 В и ниже в 1951…1976 годах погибало 26…38 человек ежегодно. От напряжения 65…90 В (сварочное напряжение) за период 1960…1965 годов погибло в СССР 85 человек.:55 На 1976 год в СССР было известно о двух случаях гибели от напряжения 12 В переменного тока.:58
В СНГ в рамках стандартизации установлены предельно допустимые значения напряжений прикосновения и токов. Напряжения прикосновения не должны превышать (предел ощущения): 2 В (переменный, 50 Гц), 3 В (переменный, 400 Гц), 8 В (постоянный). Предел судорог и болевого воздействия: 20 В (переменный, 50 Гц). Напряжение переменного тока 2…20 В рассматривают в отдельных источниках как опасное наведенное напряжение на отключенных токоведущих частях электроустановки и на открытых проводящих частях электроустановки. В России законодательно установлено, что наведенное напряжение ниже 25 В является безопасным.
Для телят смертельный ток 200…300 мА, для коров 300…400 мА, для овец и свиней 150…200 мА. Поражающее напряжение 30…40 В.:219